# 玉野市立後閑小学校
玉野市立後閑小学校（たまのしりつ ごかんしょうがっこう）は、岡山県玉野市にある市立小学校。

## 沿革
- 1873年（明治6年）9月 - 後閑小学として開校（第69番小学）
- 1887年（明治20年）4月 - 山田村立養才小学校に合併
- 1888年（明治21年）4月 - 養才小学校後閑分教場
- 1890年（明治23年）4月 - 尋常養才小学校第一支校
- 1893年（明治26年）4月 - 第二養才尋常小学校と改称
- 1901年（明治34年）5月 - 山田村後閑字須賀1492番地に校舎を新築し同年9月に移転
- 1908年（明治41年）4月 - 校舎一棟を増築, 後閑尋常小学校と改称
- 1912年（明治45年）5月 - 校舎一棟を増築
- 1941年（昭和16年）4月 - 児島郡山田村立後閑国民学校と改称
- 1947年（昭和22年）4月 - 児島郡山田村立後閑小学校と改称
- 1953年（昭和28年）7月 - 玉野市立後閑小学校と改称
- 1974年（昭和49年）3月 - 新校舎第一期工事完成
- 1974年（昭和49年）5月 - 玉野市後閑1421番地（現在地）に移転
- 1975年（昭和50年）3月 - 新校舎第二期工事完成
- 1980年（昭和55年）3月 - 新校舎第三期工事完成
- 1981年（昭和56年）3月 - 体育館落成
- 1983年（昭和58年）7月 - プール完成
- 1992年（平成4年）4月 - 複式学級を含む学級編成開始
- 1992年（平成4年）9月 - 体育器具庫新設
- 2000年（平成12年）4月 - 複式学級解消
- 2003年（平成15年）4月 - 障害児学級新設
- 2004年（平成16年）2月 - 特別教室棟完成

## 関係する保育園
- 後閑保育園

## 関係する中学校
- 玉野市立山田中学校

## 最寄のバス停
両備バス:淡水湖・鉾立・上山坂方面:後閑小前

## 通学区域が隣接している学校
- 玉野市立山田小学校
- 玉野市立八浜小学校
- 玉野市立田井小学校
- 玉野市立築港小学校 （海を挟んで隣接。）
- （香川県）直島町立直島小学校 （海を挟んで隣接。）